# قصر حدادة (قصر)
قصر حدادة هو قصر تونسي يقع في ولاية تطاوين جنوب تونس، وتحديدًا في مدينة غمراسن. يتميز القصر بتصميمه المعماري البربري التقليدي، الذي يتلاءم مع بيئة المنطقة. يُعتبر قصر حدادة واحدًا من القصور الصحراوية التي كانت تستخدم لتخزين المحاصيل ولحماية السكان من الظروف البيئية القاسية ومن غزوات الاعداء.

## موقع
القصر، الذي يقع على تل في منطقة زراعية، هو النواة الاساسية التي تكونت منه قرية قصر حدادة التي تطورت حوله واخذت اسمها منه.

## تاريخ
من المحتمل أن القصر تأسس في القرن الثامن عشر، رغم أن كامل العروسي يذكر انه في سنة 1840.

## تركيبة المبنى
يضم القصر حوالي 355 غرفة ، بينما ذكر العروسي في عام 2004 أن العدد يصل إلى 675 غرفة، ويُوزع هذا العدد بشكل رئيسي على ثلاثة طوابق.
هو على شكل حدوة حصان، القصر كثيف جدًا حيث تحتل أربعة مجموعات من الغرفات الفناء. ويتم الوصول إليه من خلال مدخل واحد مغطى (سقيفة).

تمت ترميم المجمع حول السقيفة، بينما تُركت الأطراف الخارجية مهجورة.

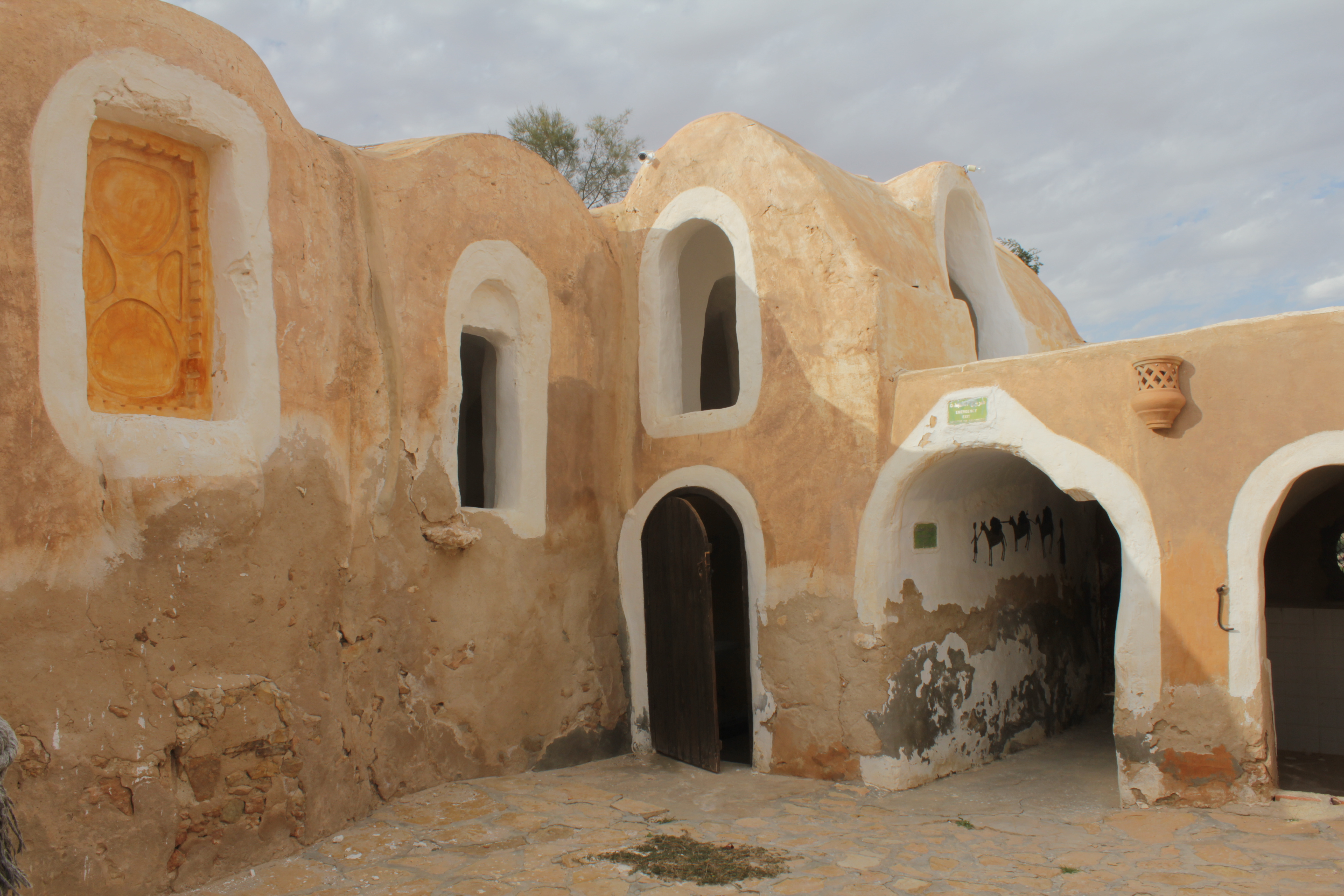
جزء تم ترميمه من القصر.
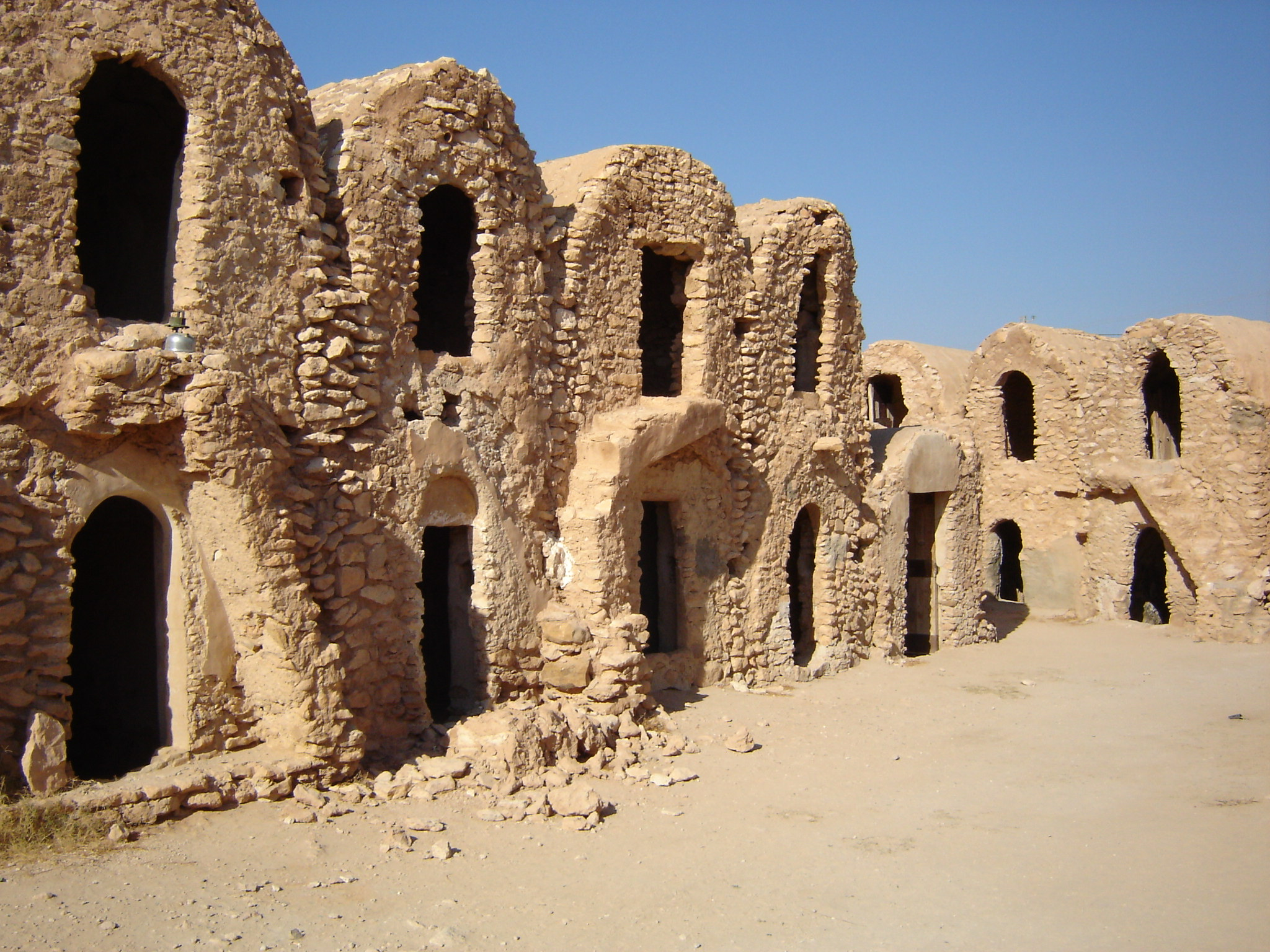
جزء غير مرمم.
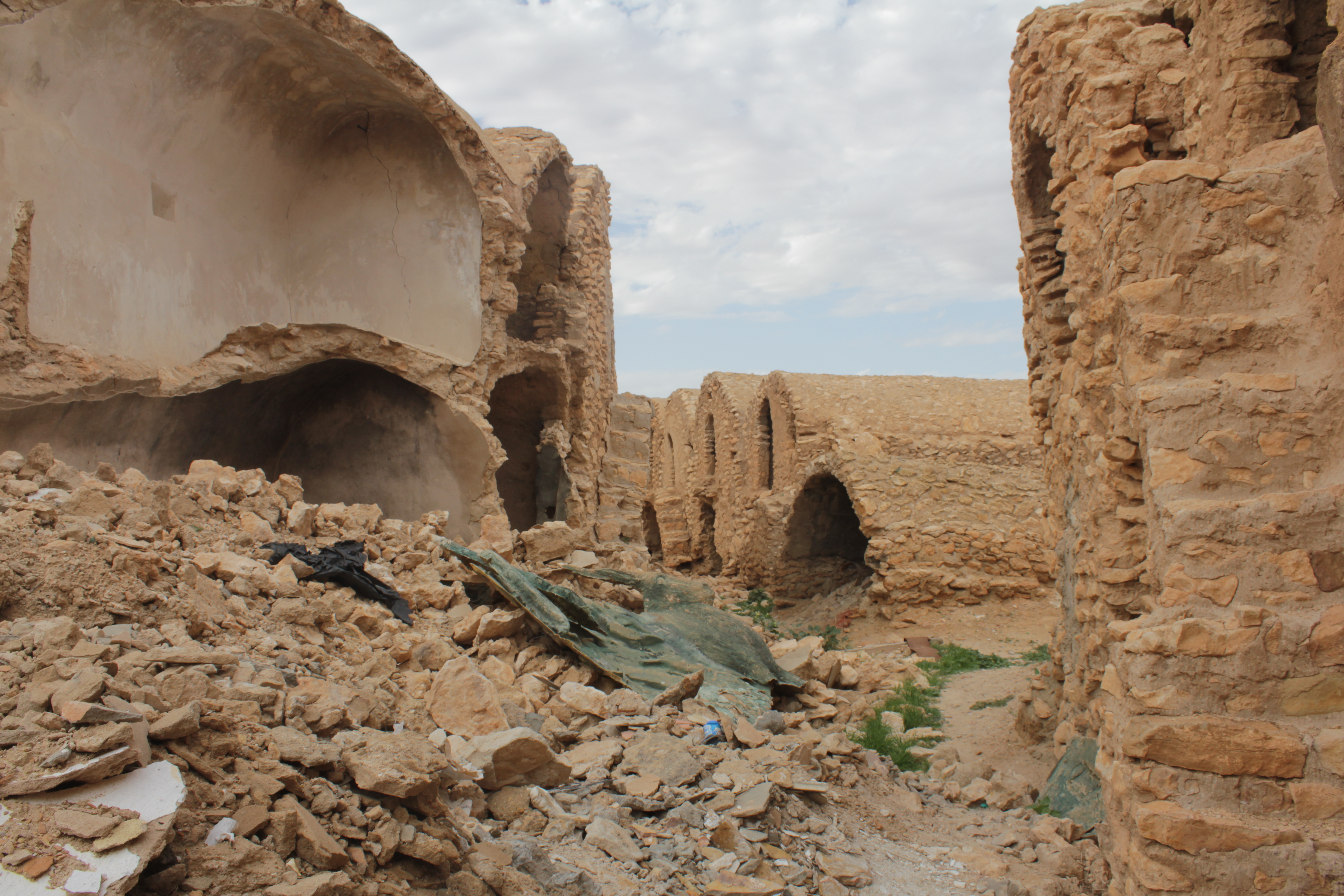
غرفة في حالة خراب.

## يستخدم
توقف الاستخدام التقليدي للقصر في الستينيات. في عام 1967، تم نزع الملكية للمصلحة العامة وتأجيره لشركة الغزال " La Gazelle" لاستغلاله لأغراض سياحية: حيث قامت الشركة بتحويله إلى فندق مكون من 55 غرفة، إضافة إلى مطعم ومحلات تجارية. ومع ذلك، توقفت هذه الأنشطة في عام 2010.

في يوليو 1997، تم استخدام القصر كديكور لمنطقة العبيد في مدينة موس إيسبا على كوكب تاتوين في فيلم "حرب النجوم، الحلقة الأولى: تهديد الشبح"، مما زاد بشكل ملحوظ من شهرة القصر وجعله واحدًا من أبرز وأشهر القصور التونسية التي يرتادها الزوار.

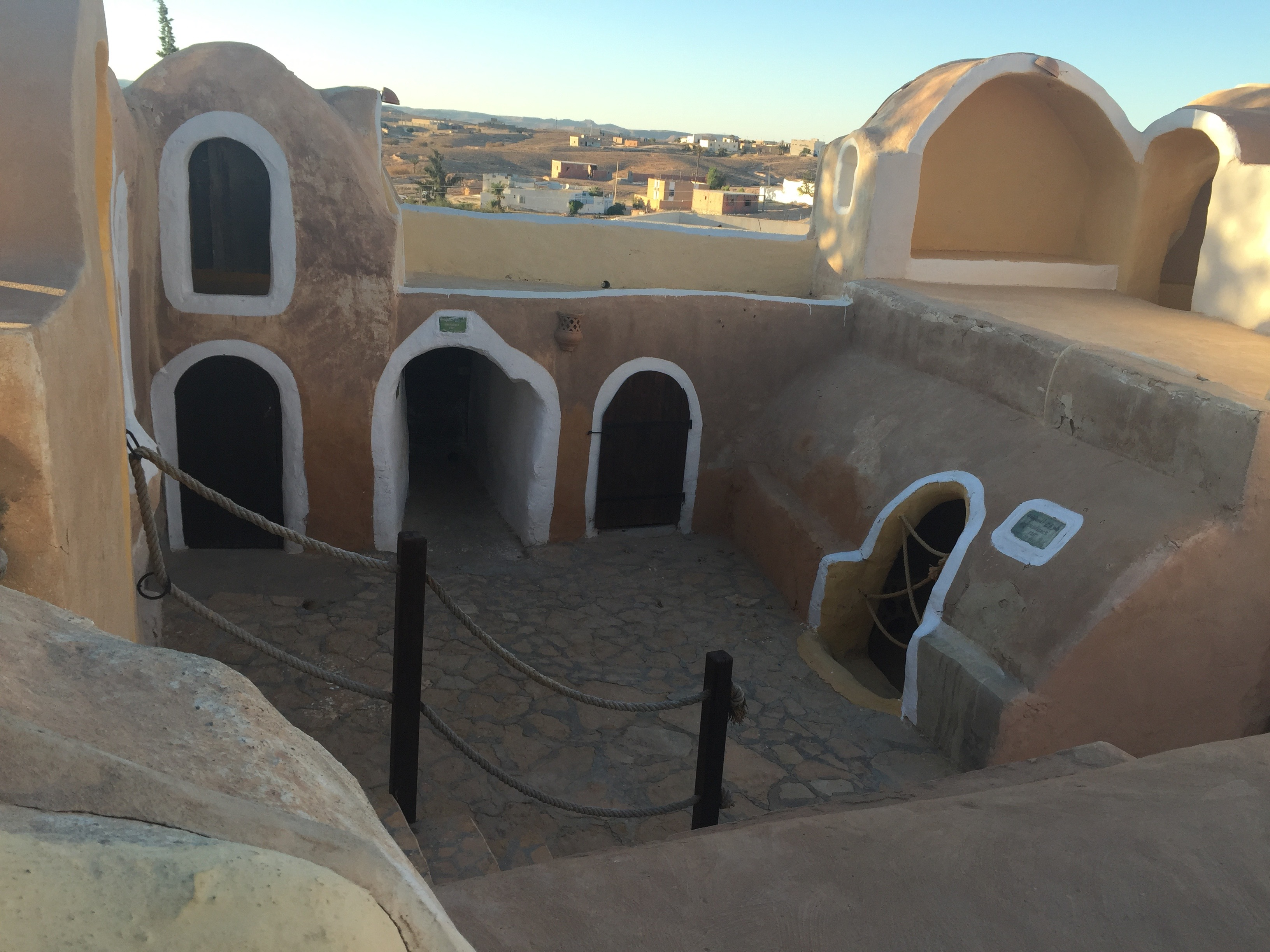
جزء منه تم تحويله إلى فندق.
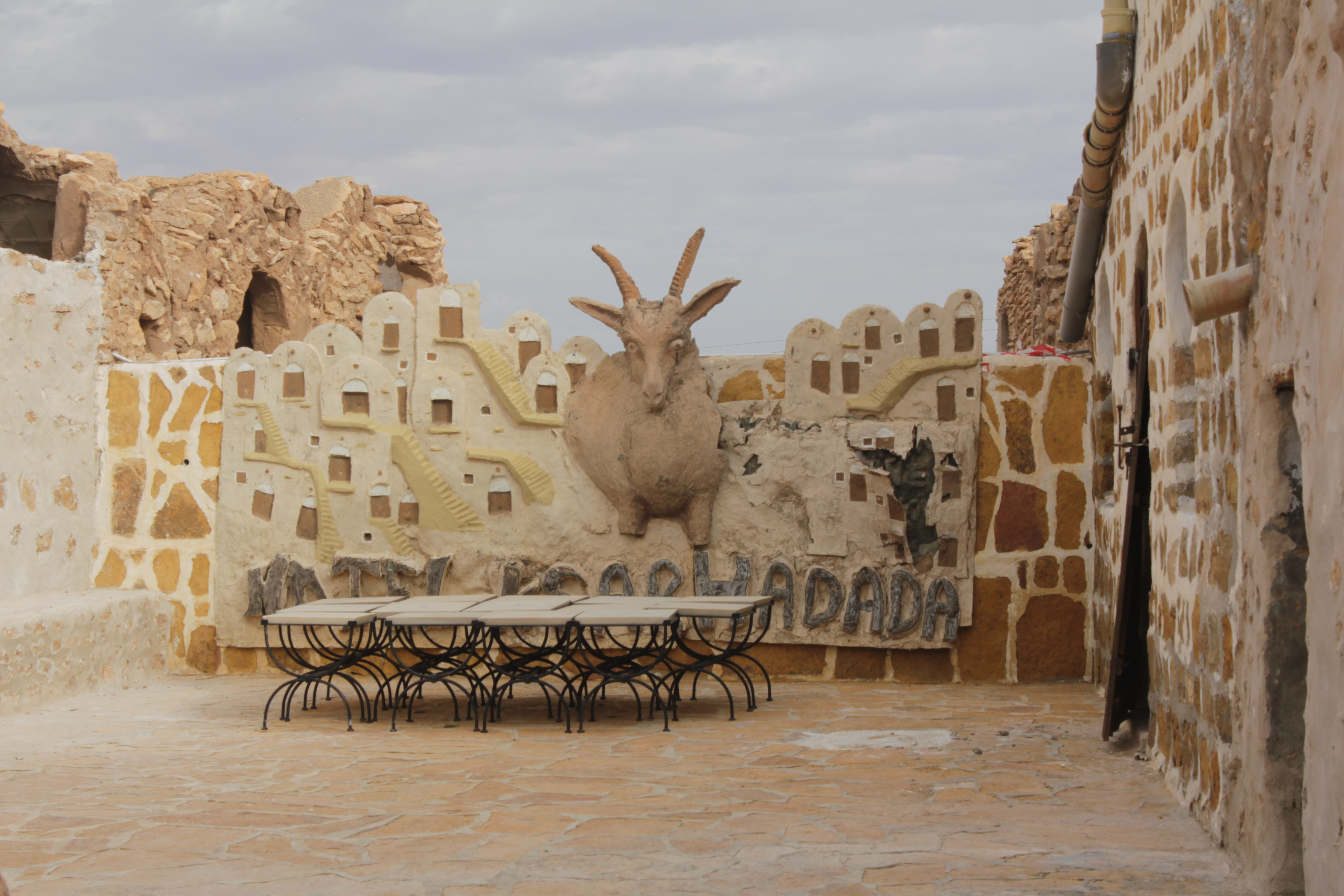
المساحة الخارجية للفندق.
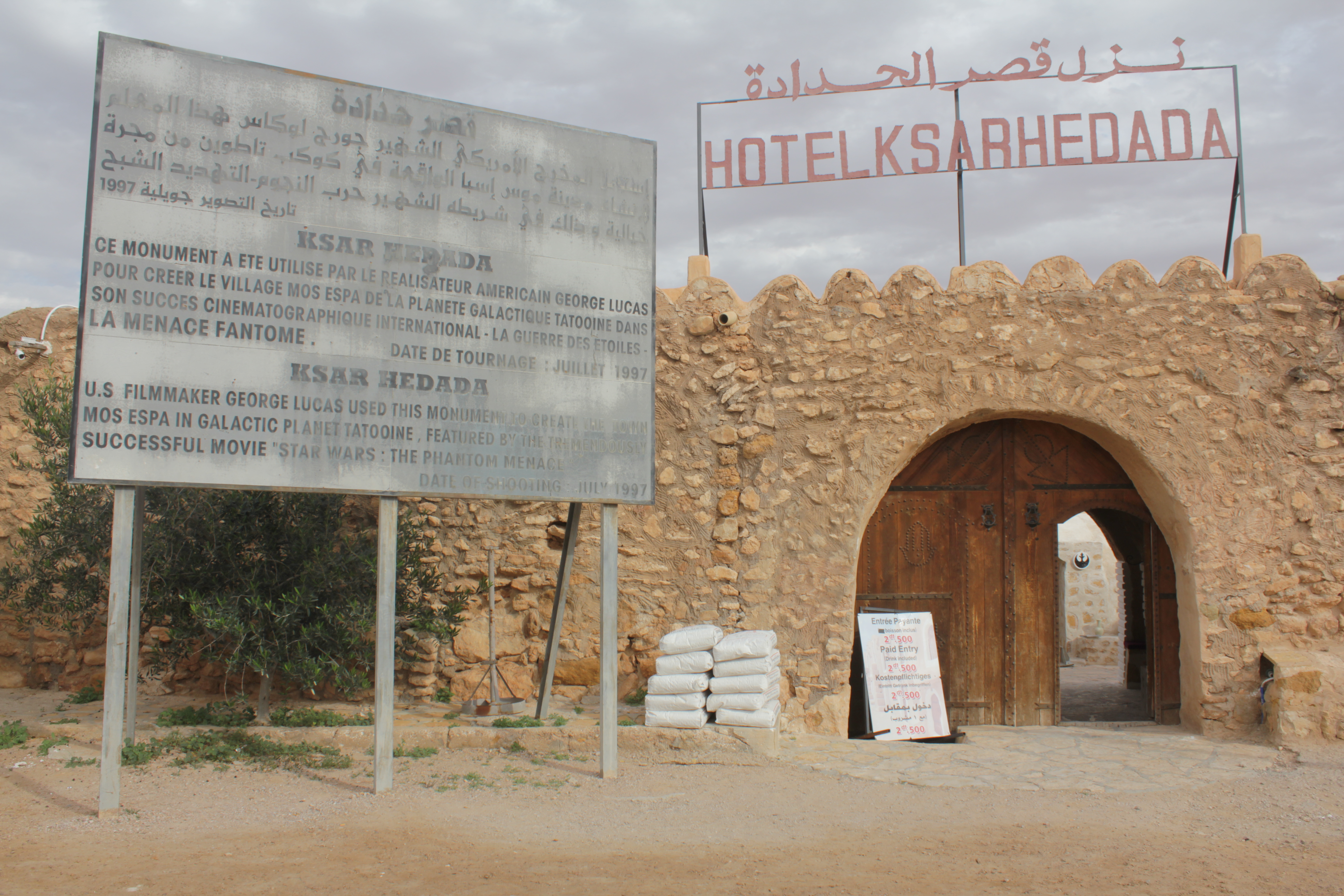
مدخل القصر مع لوحة تذكر بتصوير فيلم حرب النجوم .

## فهرس
- Hédi Ben Ouezdou (2001). Découvrir la Tunisie du Sud, de Matmata à Tataouine (بالفرنسية). Tunis: Hédi Ben Ouezdou. p. 78. ISBN:978-9-973-31853-4..
- André Louis (1975). Tunisie du sud (بالفرنسية). Paris: Éditions du Centre national de la recherche scientifique. p. 370. ISBN:978-2-222-01642-7..
- Herbert Popp; Abdelfettah Kassah (2010). Les ksour du Sud tunisien (بالفرنسية). Bayreuth: Naturwissenschaftliche Gesellschaft Bayreuth. p. 400. ISBN:978-3-939-14604-9..